# Charles Brown (hockey sur glace)
Pour les articles homonymes, voir Charles Brown et Brown.
Charles Erwin Brown (né le 26 octobre 1947 à Minneapolis, dans l'état du Minnesota aux États-Unis) est un joueur américain de hockey sur glace qui évoluait en position de défenseur. Lors des Jeux olympiques d'hiver de 1972 à Sapporo, il remporte la médaille d'argent.

## Statistiques en carrière

### En club
| Saison    | Équipe                    | Ligue         |    | Saison régulière | Saison régulière | Saison régulière | Saison régulière | Saison régulière |   | Séries éliminatoires | Séries éliminatoires | Séries éliminatoires | Séries éliminatoires | Séries éliminatoires |
| Saison    | Équipe                    | Ligue         | PJ | B                | A                | Pts              | Pun              | PJ               | B | A                    | Pts                  | Pun                  |                      |                      |
| 1968-1969 | Beavers de Bemidji State  | NAIA          |    |                  |                  |                  |                  | -                | - | -                    | -                    | -                    |                      |                      |
| 1969-1970 | Beavers de Bemidji State  | NAIA          |    |                  |                  |                  |                  | -                | - | -                    | -                    | -                    |                      |                      |
| 1969-1970 | États-Unis                | International | 10 | 1                | 0                | 1                | 7                | -                | - | -                    | -                    | -                    |                      |                      |
| 1970-1971 | Beavers de Bemidji State  | NAIA          |    |                  |                  |                  |                  | -                | - | -                    | -                    | -                    |                      |                      |
| 1970-1971 | États-Unis                | International |    |                  |                  |                  |                  | -                | - | -                    | -                    | -                    |                      |                      |
| 1971-1972 | États-Unis                | International | 49 | 5                | 21               | 26               | 44               | -                | - | -                    | -                    | -                    |                      |                      |
| 1972-1973 | Home Oilers de Bridgeport | Can-Am        |    |                  |                  |                  |                  | -                | - | -                    | -                    | -                    |                      |                      |
| 1973-1974 | Black Hawks de Waterloo   | USHL          |    |                  |                  |                  |                  | -                | - | -                    | -                    | -                    |                      |                      |
| 1974-1975 | Black Hawks de Waterloo   | USHL          | 47 | 9                | 44               | 53               | 68               | -                | - | -                    | -                    | -                    |                      |                      |
| 1975-1976 | Black Hawks de Waterloo   | USHL          | 45 | 8                | 44               | 52               | 90               | -                | - | -                    | -                    | -                    |                      |                      |
| 1975-1976 | États-Unis                | International | 16 | 1                | 8                | 9                | 29               | -                | - | -                    | -                    | -                    |                      |                      |

### En équipe nationale
| Année | Équipe     | Événement            |   | PJ | B | A | Pts | Pun                   |  | Résultat |
| 1970  | États-Unis | Championnat du monde | 5 | 2  | 0 | 2 | 5   | 1re place du Groupe B |  |          |
| 1972  | États-Unis | Jeux olympiques      | 6 | 0  | 0 | 0 | 8   | Médaille d'argent     |  |          |
| 1972  | États-Unis | Championnat du monde | 6 | 1  | 1 | 2 | 6   | 2e place du Groupe B  |  |          |
| 1973  | États-Unis | Championnat du monde | 7 | 2  | 0 | 2 | 18  | 2e place du Groupe B  |  |          |

## Palmarès
- Médaille d'argent aux Jeux olympiques de Sapporo en 1972